# Diócesis de Pingliang
La diócesis de Pingliang (en latín: Dioecesis Pimliamensis y en chino: 天主教平凉教区) es una circunscripción eclesiástica de la Iglesia católica en China. Se trata de una diócesis latina, sufragánea de la arquidiócesis de Lanzhou. Desde el 11 de febrero de 1999 su obispo es Nicholas Han Ji-de, aunque para el Anuario Pontificio es sede vacante desde el 18 de febrero de 1975.

## Territorio y organización
La diócesis extiende su jurisdicción sobre los fieles católicos de rito latino residentes en parte de la provincia de Gansu.
La sede de la diócesis se encuentra en la ciudad de Pingliang, en donde se halla la catedral.

## Historia
La prefectura apostólica de Pingliang fue erigida el 25 de enero de 1930 mediante el breve Longinquis in regionibus por el papa Pío XI, obteniendo el territorio del vicariato apostólico de Qinzhou (hoy diócesis de Tianshui).
El 24 de junio de 1950 la prefectura apostólica fue elevada al rango de diócesis con la bula Indefesso constantique del papa Pío XII.
En 1949 el Partido Comunista de China capturó Pingliang, se impuso en la guerra civil y proclamó la República Popular China el 1 de octubre de 1949. El 4 de septiembre de 1951 China comunista expulsó al nuncio apostólico Antonio Riberi y la Santa Sede continuó reconociendo a la República de China en Taiwán como el legítimo gobierno chino. Todos los misioneros extranjeros fueron expulsados de China comunista en 1952, entre ellos el presbítero Ignacio Gregorio Larrañaga Lasa. 
La Asociación Patriótica Católica China fue creada con el apoyo de la Oficina de Asuntos Religiosos de la República Popular de China en 1957, con el objetivo de controlar las actividades de los católicos en China. Su nombre público es Iglesia católica china y es referida como la "Iglesia oficial" en contraposición a la "Iglesia subterránea" o "Iglesia clandestina" leal a la Santa Sede.
En el período de 1966 a 1976 la Revolución Cultural se ensañó especialmente contra la religión, destruyéndose numerosas iglesias y cesaron todas las actividades religiosas en la diócesis. La diócesis reasumió sus actividades en la década de 1980. 
En 1988 fue nombrado obispo "oficial" perteneciente a la Asociación Patriótica Católica China Philippe Ma Ji, fallecido el 11 de febrero de 1999. Le sucedió, el 5 de septiembre de 1999, un obispo "clandestino", Nicholas Han Jide, consagrado clandestinamente en septiembre de 1996 por el propio Ma Ji, quien más tarde lo eligió como su sucesor.
El 22 de septiembre de 2018 se firmó en Pekín el Acuerdo provisional entre la Santa Sede y la República Popular de China sobre el nombramiento de los obispos. El 22 de octubre de 2020 el acuerdo fue prorrogado por otros dos años y en octubre de 2022 por otros dos años más.
El 28 de julio de 2021 fue consagrado el obispo coadjutor Antonio Li Hui, quinto obispo desde la firma del acuerdo provisional entre la Santa Sede y la República Popular China en septiembre de 2018. El papa Francisco había dado su aprobación al nombramiento el 11 de enero anterior.
Debido a la situación particular de la Iglesia católica en China, la Santa Sede no nombra obispos para las diócesis chinas, que son sedes oficialmente vacantes incluso en presencia de obispos reconocidos por Roma.

## Episcopologio
- Ignacio Gregorio Larrañaga Lasa, O.F.M.Cap. † (29 de abril de 1930-18 de febrero de 1975 falleció)
  - Sede vacante
  - Philippe Ma Ji † (16 de marzo de 1987 consagrado-11 de febrero de 1999 falleció)
  - Nicholas Han Ji-de, por sucesión el 11 de febrero de 1999